# Lathrostizus curvicauda
Lathrostizus curvicauda är en stekelart som först beskrevs av Holmgren 1860.  Lathrostizus curvicauda ingår i släktet Lathrostizus och familjen brokparasitsteklar. Arten är reproducerande i Sverige. Inga underarter finns listade i Catalogue of Life.